# Personella
Personella is een geslacht van weekdieren uit de klasse van de Gastropoda (slakken).

## Soorten
- Personella lewisi (Harasewych & Petuch, 1980)